# Harley J. Earl Trophy

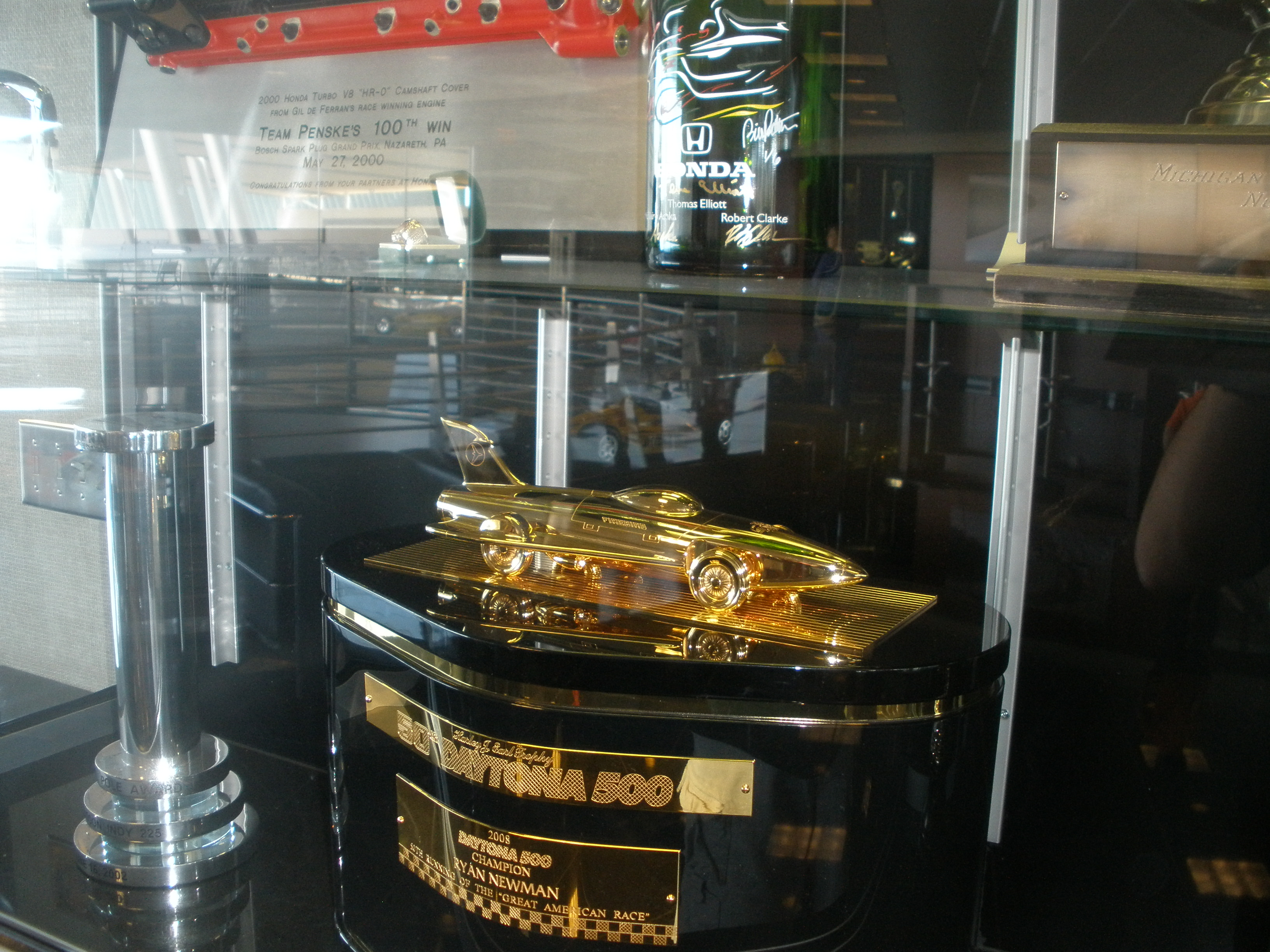
Die vergoldete Trophäe von 2008

Die Harley J. Earl Trophy ist eine Siegestrophäe, die dem Gewinner des wichtigsten und bekanntesten Rennen der NASCAR Cup Series, dem Daytona 500, überreicht wird. Sie ist benannt nach dem einflussreichen Automobilentwickler Harley Earl, dem zweiten Rennkommissar von NASCAR, der auch als Vater der Corvette gilt. Earl war zudem der Entwickler des Firebird I, der die Trophäe ziert.
Die permanente Trophäe befindet sich im Daytona 500 Experience, einem Museum am Daytona International Speedway. Sie misst in der Höhe ungefähr 1,22 m und in der Breite 1,52 m. Bis einschließlich 1997 erhielten die Sieger des Daytona 500 den sogenannten Harley Earl Award, eine etwa 90 cm hohe silberne und mit Figuren verzierte Trophäe. Seit 1998 erhält der Sieger des Rennens eine verkleinerte Replika der Harley J. Earl Trophy, die von John Liba, einem Bildhauer aus Omaha, Nebraska, geschaffen wird. Für jede neue Trophäe benötigt er bei einem Zwölfstundentag rund sechs Wochen für die Erschaffung des Firebird I-Modells, bevor dieses versilbert wird. Bei der ersten dieser neuen Trophäe, die Dale Earnhardt 1998 nach seinem Sieg überreicht wurde, bestand der Sockel noch aus Marmor. Seit 1999 besteht der Sockel aus Acryl, um ihn leichter zu machen.
Für die 50. Ausgabe des Daytona 500 im Jahre 2008 wurde der Firebird I vergoldet anstatt versilbert.